# Abstrakcyjny kompleks symplicjalny
W matematyce, dokładniej w kombinatoryce oraz topologii algebraicznej, abstrakcyjnym kompleksem symplicjalnym nazywamy taką parę {\displaystyle K=(W,S),} gdzie {\displaystyle W} jest zbiorem (wierzchołków), a {\displaystyle S} zbiorem jego niepustych podzbiorów (zwanych sympleksami), że:
(a) każdy zbiór zawierający dokładnie jeden wierzchołek jest sympleksem,
(b) każdy niepusty podzbiór sympleksu jest sympleksem.